# SVD (기업)
SVD(에스브이디)는 대한민국 서울특별시에 본사를 둔 CAE(Computer Aided Engineering) 전문 기업이다. 2000년에 설립되었으며, 구조해석, 내구, 충돌, 동역학, 열유동 등 다양한 분야의 CAE 컨설팅 서비스를 제공한다. 또한, 헥사곤(Hexagon) 제품에 대한 국내 판매 및 기술 지원을 수행하는 공식 파트너이다.
SVD는 자체 개발한 전처리·후처리 소프트웨어인 FEGate를 중심으로 실무 엔지니어를 위한 최적화된 해석 환경을 제공하며 현대자동차, 기아, KG모빌리티, 대한항공 등 국내 유수 기업을 주요 고객사로 두고 있다.

## 제품 및 서비스
- FEGate (자체 개발 CAE Pre/Post Processor)
- MSC Nastran, Adams, Apex, Patran, Simufact 등 헥사곤 소프트웨어 판매 및 기술지원
- 구조/내구/충돌 등 CAE 해석 용역 업무 수행

## 연혁
- 2018년 
  - 5월: 본사 이전 – 서울특별시 서초구 강남대로 27길 7-21, 동산빌딩 3층(양재동)
- 2015년 
  - 3월: FEGate V4.0 출시
- 2010년 
  - 11월: 본사 이전 – 서울특별시 강남구 도곡동 하림빌딩 5층
- 2009년 
  - 3월:
    - FEGate V3.0 출시
    - 김수현, 김한길, 이동기 대표이사 취임
- 2004년 
  - 5월: FEGate V2.5 출시
- 2003년
  - 2월: 정보통신부 SI(System Integration) 사업자 인증
  - 1월: EASY5 소프트웨어 판매 개시
- 2002년 
  - 4월: 법인명 ‘SVD Inc.’ 등록
- 2001년
  - 10월: 본사 이전
  - 3월: FEGate(Pre/Post Processor) 한국정보산업진흥원 등록
- 2000년:
  - 11월: 김진봉 대표이사 취임 / 상호 변경 – 에스브이디(주)
  - 8월: 본사 이전 – 서울 강남구 도곡동 467-24
  - 6월: CAE 엔지니어링 컨설팅 사업 개시
  - 3월: 엔송닷컴(주) 설립 (대표: 정완교, 서울 강남구 도곡동 467-10) / SVD Inc. 설립